# National Film Award/Bester Film in Marathi
Die Gewinner des National Film Award der Kategorie Bester Film in Marathi (Best Feature Film in Marathi) waren:
| Jahr | Film                     | Regisseur                      | Produzent                             |
| ---- | ------------------------ | ------------------------------ | ------------------------------------- |
| 1992 | Ek Hota Vidushak         | Jabbar Patel                   | National Film Development Corporation |
| 1995 | Bangarwadi               | Amol Palekar                   | National Film Development Corporation |
| 2002 | Vastupurush              | Sumitra Bhave Sunil Sukthankar | National Film Development Corporation |
| 2003 | Not Only Mrs. Raut       | Gajendra Ahire                 | Aditi Deshpande                       |
| 2004 | Uttarayan                | Bipin Nadkarni                 | Opticus Films                         |
| 2005 | Dombivali Fast           | Nishikant Kamat                | Ramakant R. Gaikwad                   |
| 2006 | Shevri                   | Gajendra Ahire                 | Neena Kulkarni                        |
| 2007 | Nirop                    | Sachin Kundalkar               | Aparna Dharmadhikari                  |
| 2008 | Harishchandrachi Factory | Paresh Mokashi                 | Smiti Kanodia Paresh Mokashi          |

Derzeit erhalten Produzent und Regisseur des Gewinnerfilms je einen Rajat Kamal und ein Preisgeld von 100.000 Rupien.